# Kirsch-lès-Sierck
Kirsch-lès-Sierck (fràncic lorenès Kiisch) és un municipi francès situat al departament del Mosel·la i a la regió del Gran Est. L'any 2007 tenia 283 habitants.

## Demografia

### Població
El 2007 la població de fet de Kirsch-lès-Sierck era de 283 persones. Hi havia 98 famílies, de les quals 9 eren unipersonals (9 dones vivint soles i 9 dones vivint soles), 47 parelles sense fills, 38 parelles amb fills i 4 famílies monoparentals amb fills.
La població ha evolucionat segons el següent gràfic:
Habitants censats

### Habitatges
El 2007 hi havia 110 habitatges, 102 eren l'habitatge principal de la família, 2 eren segones residències i 5 estaven desocupats. 100 eren cases i 10 eren apartaments. Dels 102 habitatges principals, 93 estaven ocupats pels seus propietaris, 6 estaven llogats i ocupats pels llogaters i 3 estaven cedits a títol gratuït; 1 tenia una cambra, 1 en tenia dues, 10 en tenien tres, 14 en tenien quatre i 77 en tenien cinc o més. 97 habitatges disposaven pel capbaix d'una plaça de pàrquing. A 30 habitatges hi havia un automòbil i a 65 n'hi havia dos o més.

### Piràmide de població
La piràmide de població per edats i sexe el 2009 era:
| Homes | Edats   | Dones |
| ----- | ------- | ----- |
| 0     | 95 o +  | 0     |
| 0     | 90 a 94 | 4     |
| 0     | 85 a 89 | 8     |
| 0     | 80 a 84 | 0     |
| 4     | 75 a 79 | 0     |
| 0     | 70 a 74 | 16    |
| 12    | 65 a 69 | 4     |
| 4     | 60 a 64 | 8     |
| 4     | 55 a 59 | 8     |
| 12    | 50 a 54 | 4     |
| 8     | 45 a 49 | 8     |
| 12    | 40 a 44 | 0     |
| 8     | 35 a 39 | 12    |
| 16    | 30 a 34 | 8     |
| 12    | 25 a 29 | 0     |
| 8     | 20 a 24 | 0     |
| 0     | 15 a 19 | 12    |
| 4     | 10 a 14 | 0     |
| 8     | 5 a 9   | 4     |
| 8     | 0 a 4   | 4     |

## Economia
El 2007 la població en edat de treballar era de 186 persones, 145 eren actives i 41 eren inactives. De les 145 persones actives 140 estaven ocupades (82 homes i 58 dones) i 5 estaven aturades (1 home i 4 dones). De les 41 persones inactives 9 estaven jubilades, 15 estaven estudiant i 17 estaven classificades com a «altres inactius».

### Ingressos
El 2009 a Kirsch-lès-Sierck hi havia 104 unitats fiscals que integraven 282 persones, la mediana anual d'ingressos fiscals per persona era de 20.723 €.

### Activitats econòmiques
L'any 2000 a Kirsch-lès-Sierck hi havia 13 explotacions agrícoles que ocupaven un total de 704 hectàrees.

## Equipaments sanitaris i escolars
El 2009 hi havia una escola elemental integrada dins d'un grup escolar amb les comunes properes formant una escola dispersa.

## Poblacions més properes
El següent diagrama mostra les poblacions més properes.